# آزمایش نقض هنجارهای اجتماعی
آزمایش نقض هنجارهای اجتماعی  در حوزه‌های جامعه‌شناسی و روان‌شناسی اجتماعی، به آزمایشی گفته می‌شود که هدف آن بررسی واکنش‌های افراد نسبت به نقض قوانین یا هنجارهای پذیرفته‌شده اجتماعی است. این آزمایش‌ها بیشتر با روش‌شناسی مردمی و به‌ویژه با کارهای هارولد گارفینکل مرتبط هستند.
آزمایش‌های نقض هنجار شامل نمایش آگاهانه رفتارهای غیرمنتظره یا نقض هنجارهای اجتماعی، مشاهده واکنش‌های اجتماعی ناشی از این نقض، و تحلیل ساختار آن اجتماعی است که این واکنش‌ها را ممکن می‌سازد. ایدهٔ مطالعه نقض هنجارهای اجتماعی و واکنش‌های ناشی از آن، فراتر از مرزهای جامعه‌شناسی رفته و امروزه در هر دو حوزهٔ جامعه‌شناسی و روان‌شناسی مورد استفاده قرار می‌گیرد.
فرض اساسی در این رویکرد این است که افراد نه‌تنها روزانه در حال ایجاد قوانین برای تعاملات اجتماعی هستند، بلکه معمولاً از انجام این کار آگاه نیستند. کارهای جامعه‌شناس اروینگ گافمن بنیان نظری برای مطالعه چگونگی شکل‌گیری معانی اجتماعی و هنجارهای رفتاری روزمره را فراهم کرد، به‌ویژه از طریق شکستن قوانین نانوشته اما جهانی پذیرفته‌شده. گارفینکل این ایده را گسترش داده و روش‌شناسی مردمی را به‌عنوان یک روش پژوهشی کیفی برای علوم اجتماعی توسعه داد.
بعدها، در دهه‌های ۱۹۷۰ و ۱۹۸۰ میلادی، روان‌شناس اجتماعی مشهور استنلی میلگرام دو آزمایش طراحی کرد تا واکنش‌های افراد به نقض هنجارهای اجتماعی را مشاهده و اندازه‌گیری کرده و این واکنش‌ها را به‌طور تجربی تحلیل کند.

## اروینگ گافمن و تعامل اجتماعی
اروینگ گافمن دو اثر مهم در این حوزه منتشر کرد: رفتار در اماکن عمومی (۱۹۶۳م) و روابط در اجتماع: مطالعات خرد دربارهٔ نظم عمومی (۱۹۷۱م). گافمن با تکیه بر مطالعات پیشین خود دربارهٔ افراد در آسایشگاه‌های روانی و سایر گروه‌های اجتماعی دارای
انگ، تلاش می‌کند تا قوانین نانوشتهٔ تعاملات اجتماعی را آشکار سازد و همچنین پیامدهای ناشی از نقض این قوانین را بررسی کند.
او استدلال می‌کند که رایج‌ترین قاعده در تمامی موقعیت‌های اجتماعی، تلاش فرد برای
جور شدن با محیط است. گافمن هنجارها را به‌عنوان نوعی راهنما برای رفتار تعریف می‌کند که توسط تحریم‌ها و واکنش‌های اجتماعی حمایت می‌شوند؛ یعنی برای نقض هنجارها مجازات‌هایی وجود دارد، در حالی که پیروی از آن‌ها معمولاً با پاداش همراه است. اگر فردی هنجاری اجتماعی را نقض کند، این رفتار معمولاً به ویژگی‌های شخصی او نسبت داده می‌شود؛ مثلاً ممکن است او را بیمار یا دارای مشکلات روانی تلقی کنند. برای نمونه، اگر کسی در یک مکان عمومی با خودش حرف بزند، معمولاً از سوی اطرافیان به‌عنوان فردی دچار اختلال روانی شناخته می‌شود.
گافمن همچنین بیان می‌کند که گردهمایی‌های اجتماعی نقشی اساسی در سازمان‌دهی زندگی اجتماعی ایفا می‌کنند. او معتقد است که تمام افراد حاضر در یک محیط اجتماعی به نوعی نگران رعایت قواعد حاکم بر رفتار هستند. نقض این قواعد، حتی اگر در ذات خود بی‌ضرر باشد، ممکن است باعث شود که فرد خاطی به‌عنوان فردی غیرقابل اعتماد تلقی شود، زیرا دیگران احساس می‌کنند که او ممکن است از موقعیت سوءاستفاده کند. در نتیجه، افراد به این باور می‌رسند که قوانین مربوط به مشارکت در گردهمایی‌های اجتماعی برای رفاه جامعه ضروری‌اند و این قواعد را طبیعی، خدشه‌ناپذیر و کاملاً درست می‌دانند.

## هارولد گارفینکل و آشکارسازی صحنه‌های روزمره
هارولد گارفینکل معتقد است که هر عضو جامعه از انتظارات پیش‌زمینه‌ای برای تفسیر موقعیت‌های اجتماعی و تصمیم‌گیری دربارهٔ رفتار خود استفاده می‌کند. با این حال، افراد معمولاً قادر نیستند این انتظارات یا قواعد را به‌طور دقیق توصیف کنند. یکی از روش‌های آشکارسازی این انتظارات پیش‌زمینه‌ای این است که فرد بیگانه‌ای در برابر روال عادی زندگی روزمره باشد. برای مثال، گفتن سلام در پایان یک مکالمه، برخلاف انتظار معمول است و می‌تواند ساختار تعامل اجتماعی را دچار اختلال کند.
هرچند اصطلاح آزمایش نقض هنجارهای اجتماعی از روش گارفینکل نشأت گرفته است، او هشدار می‌دهد که این آزمایش‌ها را نباید به معنای واقعی کلمه آزمایش نامید، بلکه بهتر است آن‌ها را نمایشی دانست که هدف آن ایجاد اختلال در تعاملات اجتماعی برای برجسته‌سازی ساختارهای اجتماعی است که این تعاملات را شکل می‌دهند و حفظ می‌کنند.
نمونه‌هایی از آزمایش‌های نقض هنجار توسط گارفینکل در برخی از صحنه‌های روزمره شامل خانه، مدرسه یا محیط کار می‌شوند. گارفینکل از دانشجویانش می‌خواست که فهم رایج از تعاملات اجتماعی را به چالش بکشند. یکی از تمرین‌هایی که به دانشجویان محول شد، این بود که در
مکالمات معمولی با دوستان یا اعضای خانواده، به‌طور مکرر درخواست توضیح بیشتر کنند. مثال زیر، بخشی از مورد دوم در کتاب مطالعاتی در روش‌شناسی مردمی است:

### متن گفتگو
| س: سلام ی. حال دوست‌دخترت چطور است؟ ی: منظورت از «چطور است» چیست؟ از نظر جسمی یا روحی؟ س: (با ناراحتی نگاه کرد) یعنی حالش چطور است؟ مشکلی داری؟ ی: نه، فقط واضح‌تر توضیح بده که منظورت چیست؟ س: ولش کن. اوضاع درخواست‌های پذیرش دانشکده پزشکی‌ات چطور است؟ ی: منظورت از «چطور است» چیست؟ س: خودت می‌دانی که چه می‌گویم! ی: واقعاً نمی‌دانم. س: چه مرگت شده؟ مریضی؟ |

در این آزمایش، نقض انتظار درک متقابل در مکالمات دوستانه باعث سردرگمی و ناراحتی فرد مقابل شد.

### سایر آزمایش‌های گارفینکل
گارفینکل آزمایش‌های دیگری نیز انجام داد که عمدتاً توسط دانشجویانش اجرا شدند:
- مشاهده خانواده به‌عنوان یک غریبه

دانشجویان باید به خانه‌های والدینشان برمی‌گشتند و خانواده خود را مانند یک مهمان یا غریبه مشاهده می‌کردند. بسیاری از دانشجویان این کار را دشوار یافتند، زیرا نگاه بی‌طرفانه به خانواده‌شان با باورهای روزمره‌شان (مانند میزان بحث و مشاجره) تناقض داشت. پس از این تجربه، آن‌ها از بازگشت به خود واقعی‌شان احساس آرامش کردند.
- رفتار کردن مانند یک مهمان در خانه خود

این بار دانشجویان نه‌تنها خانواده خود را از بیرون مشاهده می‌کردند، بلکه واقعاً مانند یک مهمان رفتار می‌کردند (مثلاً با ادب و فاصله رسمی صحبت می‌کردند). این رفتار باعث شگفتی، سردرگمی، شوک، اضطراب، خجالت و حتی خشم اعضای خانواده شد. برخی از دانشجویان به بی‌احترامی و بی‌عاطفگی متهم شدند.
- فرض کردن انگیزه‌های پنهان در مکالمات

دانشجویان باید در مکالمات روزمره، فرض می‌کردند که طرف مقابل از انگیزه‌های پنهانی برخوردار است و با این پیش‌فرض واکنش نشان می‌دادند. این رفتار باعث شد که اعضای خانواده و دوستان احساساتشان جریحه‌دار شود و دو دانشجویی که این آزمایش را روی افراد غریبه امتحان کردند، نتوانستند مکالمه را ادامه دهند.
- ارزیابی متناقض شخصیت افراد

در این آزمایش، دانشجویان باید ارزیابی اولیه خود از دیگران را با اطلاعاتی که از سایر ارزیابان دریافت می‌کردند، تطبیق می‌دادند. بسیاری از آن‌ها سعی کردند نظر اولیه خود را با اطلاعات جدید هماهنگ کنند.
- چانه‌زنی در فروشگاهی با قیمت‌های ثابت

از دانشجویان خواسته شد که در یک فروشگاه، برای کالاهایی که قیمت مشخصی داشتند چانه بزنند. آن‌ها در ابتدا دچار اضطراب شدند، اما پس از آغاز مکالمه، از اینکه برخی از فروشندگان واقعاً چانه‌زنی را می‌پذیرفتند، شگفت‌زده شدند.
- نقض قوانین بازی دوز (ایکس او)

آزمایشگر از شرکت‌کننده می‌خواست که بازی را آغاز کند، اما سپس علامت او را پاک می‌کرد و در خانه‌ای دیگر قرار می‌داد. این اقدام باعث سردرگمی و سوءتعبیر شد؛ برخی از شرکت‌کنندگان فکر کردند که این کار نشانه‌ای از تمایل جنسی، توهین به هوش آن‌ها، یا گستاخی آزمایشگر است. در نهایت، اکثر آن‌ها خواهان توضیح برای این رفتار شدند.
- ایستادن بیش از حد نزدیک به دیگران در مکالمات معمولی

دانشجویان باید در مکالمات معمولی، بسیار نزدیک به فرد مقابل می‌ایستادند. این رفتار باعث ناراحتی و واکنش‌های غیرمعمولی از سوی افراد شد.

### نتیجه‌گیری
گارفینکل از دانشجویانش خواست تا درک‌های ضمنی و بدیهی روزمره را به‌عنوان پدیده‌هایی قابل مطالعه در نظر بگیرند. آزمایش‌های نقض هنجار نشان داد که واقعیت اجتماعی چقدر مقاوم است، زیرا افراد بلافاصله تلاش می‌کنند که شرایط غیرعادی را به وضعیت عادی بازگردانند. مردم معمولاً این نقض‌ها را به شیوه‌هایی آشنا و قابل درک تفسیر می‌کنند. این واکنش‌ها نشان می‌دهد که چگونه افراد در زندگی روزمره، هنجارها و ساختارهای اجتماعی را مدیریت و حفظ می‌کنند.

## رویکرد روان‌شناسی اجتماعی به نقض هنجارها
در ادامهٔ تحقیقات جامعه‌شناختی دربارهٔ نقض هنجارهای اجتماعی، حوزهٔ
روان‌شناسی اجتماعی نیز این روش را با تغییراتی به کار گرفت. در این زمینه، معمولاً از این پدیده با عنوان شکستن هنجارهای اجتماعی یاد می‌شود.
یکی از برجسته‌ترین روان‌شناسان اجتماعی که آزمایش‌هایی در این حوزه انجام داد، استنلی میلگرام بود؛ وی بیشتر به دلیل آزمایش‌های معروف خود دربارهٔ اطاعت از مقامات و قدرت شناخته می‌شود.
میلگرام دو آزمایش شناخته‌شده دربارهٔ نقض هنجارهای اجتماعی انجام داد:
- آزمایش در متروی نیویورک (دهه ۱۹۷۰)

در این آزمایش، پژوهشگران سوار قطارهای شلوغ متروی نیویورک شدند و بدون هیچ توضیحی از افراد سالم و نشسته خواستند که جای خود را به آن‌ها بدهند. واکنش افراد به این درخواست غیرمنتظره مورد بررسی قرار گرفت.
- آزمایش در صف خرید بلیت قطار (دهه ۱۹۸۰)

در این آزمایش، دانشجویان فارغ‌التحصیل که نقش پژوهشگر را داشتند، بدون رعایت نوبت، از میان افراد در صف عبور کرده و خود را در ابتدای صف قرار می‌دادند. هدف، مشاهده و ثبت واکنش‌های افراد نسبت به این نقض آشکار هنجارهای اجتماعی بود.

این آزمایش‌ها با استفاده از روش‌های کمی طراحی شده بودند، به این معنا که پژوهشگران واکنش‌های افراد را مشاهده و شمارش می‌کردند. این روش، بر پایهٔ کارهای جامعه‌شناختی مربوط به نقض هنجارها بنا شده است، اما توجه داشته باشید که میلگرام آن‌ها را از منظر اندازه‌گیری تجربی و کمی مورد بررسی قرار می‌دهد.

## حفظ هنجارهای اجتماعی: یک آزمایش میدانی در مترو
استنلی میلگرام در آزمایش خود به بررسی قواعد باقیمانده پرداخت. او این قواعد را به‌عنوان قوانینی تعریف می‌کند که دارای دو ویژگی هستند:
1. افراد به‌طور گسترده روی آن‌ها توافق دارند.
2. تا زمانی که نقض نشوند، کسی متوجه وجود آن‌ها نمی‌شود.

در متروی نیویورک، یکی از این قواعد باقیمانده این است که صندلی‌ها بر اساس ترتیب ورود اشغال می‌شوند و همچنین افراد نباید در فضای نزدیک مترو با یکدیگر صحبت کنند.
نقض هنجار: درخواست صندلی از افراد نشسته
در این آزمایش، پژوهشگران این قاعده نانوشته را نقض کردند و از افراد نشسته خواستند که جای خود را به آن‌ها بدهند. سپس، واکنش‌های افراد از نظر پذیرش یا رد درخواست، واکنش‌های کلامی و رفتارهای غیرکلامی ثبت شد.
- سه شرایط آزمایش

پژوهشگران این آزمایش را تحت سه شرایط متفاوت انجام دادند:
شرایط اول: درخواست ساده بدون دلیل
پژوهشگر به فرد نشسته نزدیک شده و بدون ارائه هیچ توضیحی می‌گفت:

"ببخشید، ممکن است لطفاً جای خود را به من بدهید؟"
در این حالت، تنها واکنش طبیعی فرد نسبت به این درخواست غیرعادی بررسی می‌شد.
شرایط دوم: ارائه یک دلیل ناموجه

در این شرایط، برای بررسی اینکه آیا مردم صندلی خود را به این دلیل واگذار می‌کنند که فرض می‌کنند درخواست‌کننده دلیل مهمی دارد، یک دلیل ناموجه ارائه شد:

«ببخشید، ممکن است لطفاً جای خود را به من بدهید؟ من نمی‌توانم ایستاده کتاب بخوانم.»
این روش برای سنجش تأثیر وجود یک دلیل در پذیرش یا رد درخواست استفاده شد.
شرایط سوم: آماده‌سازی ذهنی افراد برای درخواست

پژوهشگران احتمال دادند که درخواست غیرمنتظره ممکن است باعث شوک لحظه‌ای شود و افراد نتوانند پاسخ مناسبی بدهند؛ بنابراین، برای آماده‌سازی ذهنی، دو پژوهشگر از درهای مختلف وارد مترو شده و مکالمه‌ای بین خود برقرار می‌کردند:

```

پژوهشگر اول: ببخشید، فکر می‌کنی اشکالی ندارد اگر از کسی بخواهم جایش را به من بدهد؟

پژوهشگر دوم: نمی‌دانم.

 
```

این روش بررسی می‌کرد که آیا آگاهی قبلی تأثیری بر واکنش افراد دارد یا خیر؟

### نتایج و اهمیت آزمایش
این آزمایش نشان داد که قواعد اجتماعی نانوشته چقدر در رفتارهای روزمره افراد نقش دارند. واکنش‌های افراد بین تعجب، سردرگمی، خشم، یا پذیرش درخواست متغیر بود. این یافته‌ها به درک بهتر نحوه حفظ هنجارهای اجتماعی و نحوه واکنش افراد به نقض آن‌ها کمک کرد.
| شرایط                                                      | درخواست ساده بدون دلیل | ارائه یک دلیل ناموجه | آماده‌سازی ذهنی افراد برای درخواست |
| ---------------------------------------------------------- | ---------------------- | -------------------- | --------------------------------- |
| سوژه‌هایی که صندلی‌های خود را رها کردند                      | ۵۶٪                    | ۳۷٫۲٪                | ۲۶٫۸٪                             |
| سوژه‌هایی که کنار کشیدند تا جایی برای آزمایش‌کنندگان باز شود | ۱۲٫۳٪                  | ۴٫۷٪                 | ۹٫۸٪                              |
| سوژه‌هایی که صندلی خود را رها نکردند                        | ۳۱٫۷٪                  | ۵۸٫۱٪                | ۶۳٫۴٪                             |

### نتایج و تحلیل آزمایش: واکنش‌ها به نقض هنجارها
پژوهشگران دریافتند که شرایط مختلف آزمایش بر میزان پذیرش یا رد درخواست تأثیر می‌گذارد. آن‌ها نتیجه گرفتند که افراد در شرایط بدون توجیه، به‌طور ناخودآگاه تلاش می‌کردند تا نقض هنجار را عادی‌سازی کنند.
۱. شرایط بدون توجیه – فرایند «عادی‌سازی»

در شرایطی که هیچ توضیحی برای درخواست ارائه نمی‌شد، افراد تلاش می‌کردند دلیلی برای توجیه رفتار غیرمنتظره پیدا کنند، مانند:
«او احتمالاً بیمار است، به همین دلیل صندلی می‌خواهد.»
این عادی‌سازی باعث شد افراد بیشتری صندلی خود را واگذار کنند، زیرا تصور می‌کردند درخواست‌کننده دلیل موجهی دارد، حتی بدون ارائه توضیح مستقیم.
۲. شرایط با توجیه پیش‌پاافتاده – کاهش پذیرش درخواست

در این حالت، درخواست با یک دلیل ناموجه مانند «من نمی‌توانم ایستاده کتاب بخوانم» همراه بود.
این توجیه ضعیف فرایند عادی‌سازی را مختل کرد و باعث شد افراد نتوانند دلیلی قانع‌کننده برای پذیرش درخواست پیدا کنند.
به همین دلیل، تعداد افرادی که صندلی خود را واگذار کردند، به‌طور محسوسی کاهش یافت.
۳. شرایط پیش‌آگاهی – آمادگی برای رد درخواست

در این حالت، قبل از ارائه درخواست، افراد به‌طور غیرمستقیم از احتمال درخواست صندلی آگاه شدند.
پژوهشگران حدس زدند که این پیش‌آگاهی باعث می‌شود افراد فرصت بیشتری برای آمادگی ذهنی و تنظیم پاسخ خود داشته باشند.
نتیجه این بود که افراد کمتری درخواست را پذیرفتند، زیرا آمادگی لازم برای رد آن را داشتند.

#### تأثیر احساسی بر پژوهشگران: اهمیت هنجارهای اجتماعی
آزمایش همچنین تأثیر احساسی شدید بر خود پژوهشگران را نشان داد.
بسیاری از آن‌ها گزارش کردند که انجام درخواست صندلی برایشان بسیار دشوار بوده است.
هنگام ایستادن مقابل افراد برای درخواست صندلی، احساس اضطراب، تنش و شرمندگی داشتند.
برخی از آن‌ها نتوانستند درخواست خود را به زبان بیاورند و از انجام آزمایش منصرف شدند.
پس از موفقیت در دریافت صندلی، پژوهشگران احساس نیاز به توجیه درخواست خود داشتند، مثلاً تظاهر به بیماری می‌کردند تا درخواستشان معقول به نظر برسد.

##### نتیجه‌گیری میلگرام
این واکنش‌ها نشان می‌دهد که پژوهشگران، هنگام نقض این هنجار، احساس می‌کردند که از نقش اجتماعی خود خارج شده‌اند.
آن‌ها به‌عنوان یک مسافر مترو، باید از قوانین نانوشته پیروی می‌کردند، اما نقض این هنجار باعث واکنش شدید احساسی در آن‌ها شد.
این مسئله اهمیت هنجارهای اجتماعی و نقش آن‌ها در حفظ ساختارهای روزمره زندگی را نشان می‌دهد.

### واکنش به ورود غیرمجاز به صف‌های انتظار

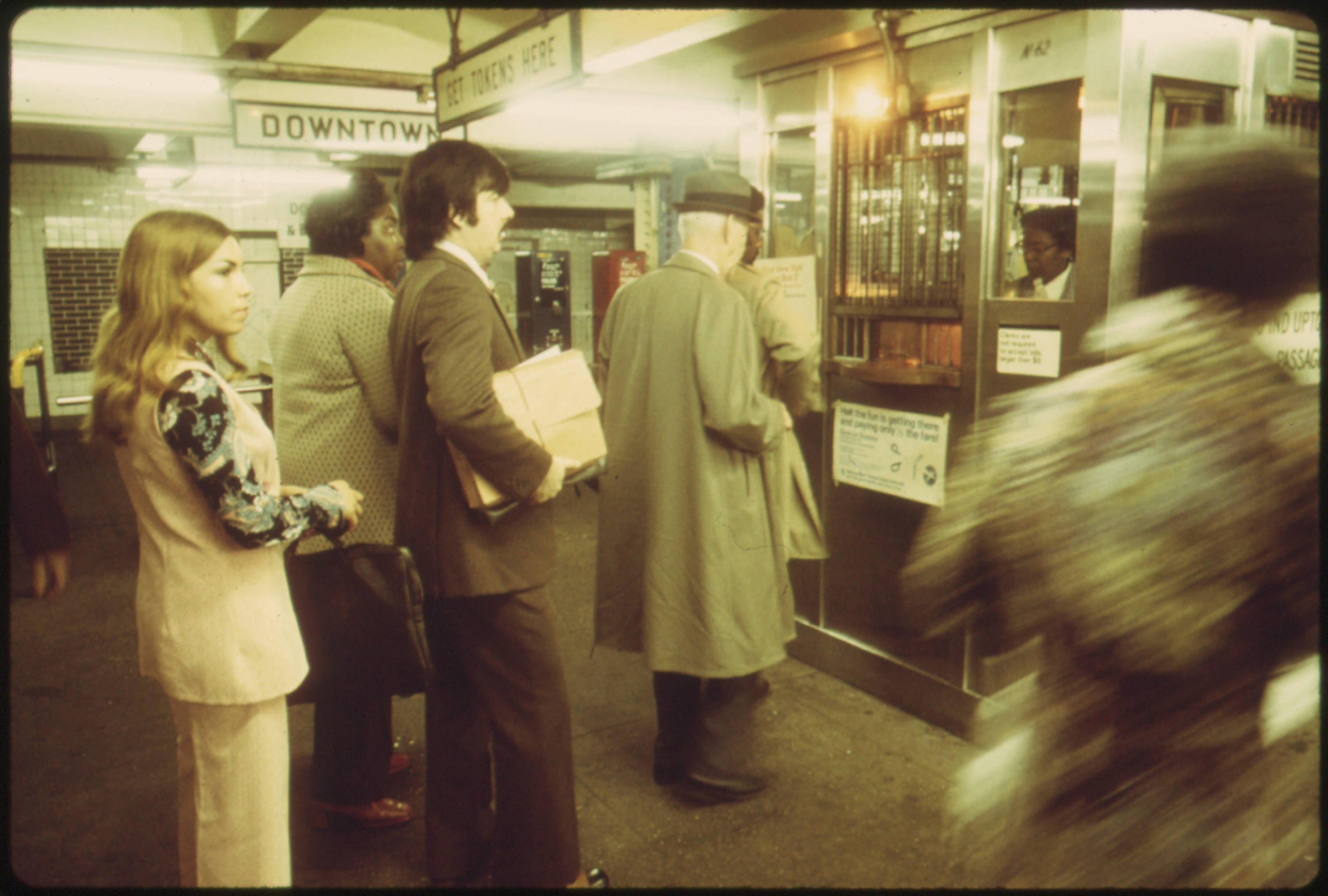
صفی برای خرید بلیت مترو در نیویورک، شبیه به صفوفی که آزمایش‌کنندگان عمداً برای ثبت واکنش‌ها در یک آزمایش توسط استنلی میلگرام وارد آن‌ها شدند.

مطالعه دیگری دربارهٔ نقض هنجارها که توسط میلگرام انجام شد، به بررسی واکنش افراد در صف‌های انتظار نسبت به مزاحمان پرداخت. در این تحقیق، پژوهشگران با ورود به صف‌های طبیعی در نقاط مختلف شهر نیویورک، قاعده «اولین نفر، اولین خدمت» را نقض کرده و واکنش افراد را ثبت کردند.
آزمایشگران در مجموع به ۱۲۹ صف انتظار در مکان‌هایی مانند گیشه‌های فروش بلیت راه‌آهن و مراکز شرط‌بندی وارد شدند. این صف‌ها به‌طور میانگین شامل شش نفر بودند. فرد مزاحم به‌آرامی به موقعیتی بین نفر سوم و چهارم در صف نزدیک می‌شد و با لحنی خنثی می‌گفت: «ببخشید، می‌خواهم اینجا بایستم.» پیش از آنکه کسی واکنشی نشان دهد، او وارد صف شده و رو به جلو می‌ایستاد. اگر افراد حاضر در صف به‌طور مستقیم از او می‌خواستند که صف را ترک کند، او بلافاصله این کار را انجام می‌داد. در غیر این صورت، برای مدت یک دقیقه در صف باقی می‌ماند و سپس محل را ترک می‌کرد.
در این آزمایش، سه زن و دو مرد از دانشجویان تحصیلات تکمیلی نقش مزاحم را ایفا کردند، در حالی که یک ناظر در نزدیکی حضور داشت تا واکنش‌های فیزیکی، کلامی و غیرکلامی افراد را ثبت کند. پژوهشگران شرایط مختلفی را آزمایش کردند: در برخی موارد، یک یا دو مزاحم به صف ورود می‌کردند و در برخی دیگر، یک یا دو نفر به‌عنوان حائل به‌طور غیرفعال در صف حضور داشتند. این طراحی آزمایش به محققان اجازه داد تا بررسی کنند که آیا مسئولیت واکنش نشان دادن به مزاحم از فردی که مستقیماً پشت سر او قرار دارد به سایر افراد صف نیز گسترش می‌یابد یا خیر.

#### جدول یافته‌ها
| شرایط                | بسامد |
| -------------------- | ----- |
| دو مزاحم و بدون حائل | ۹۱٫۳٪ |
| یک مزاحم و بدون حائل | ۵۴٪   |
| یک مزاحم و دو حائل   | ۵٫۰٪  |

| شرایط              | بسامد |
| ------------------ | ----- |
| اعتراض‌های کلامی    | ۲۱٫۷٪ |
| اعتراض‌های غیرکلامی | ۱۴٫۷٪ |
| واکنش‌های فیزیکی    | ۱۰٪   |

به‌طور کلی، نتایج نشان داد که افراد حاضر در صف بیشتر زمانی اعتراض می‌کردند که تعداد مزاحمان بیشتر و تعداد حائل‌ها کمتر بود. اعتراض‌های غیرکلامی شامل نگاه‌های تند، خیره شدن‌های خصمانه و حرکات دست تهدیدآمیز بود. اعتراض‌های کلامی نیز عباراتی مانند «به هیچ وجه! صف از آن طرف شروع می‌شود. همه ما مدت‌ها منتظر بوده‌ایم و باید به قطارمان برسیم.» را در بر می‌گرفت.
همان‌طور که در مطالعه میلگرام دربارهٔ مترو گزارش شده بود، آزمایشگران در این تحقیق نیز سطح بالایی از احساسات منفی را هنگام ورود به صف‌ها تجربه کردند. آن‌ها احساس تهوع، اضطراب و دشواری در یافتن «گستاخی» لازم برای ورود به صف را توصیف کردند. میلگرام این احساسات را به‌عنوان «اضطراب بازدارنده‌ای که معمولاً مانع از نقض هنجارهای اجتماعی می‌شود» تفسیر می‌کند و معتقد است که این بازداری‌های درونی نقش مهمی در حفظ نظم و یکپارچگی صف‌ها ایفا می‌کنند.

## نمونه‌های دیگر
پژوهشگر علوم اجتماعی ارل رابرت بابی از دانشجویان خود خواست تا در حل مشکلاتی که مسئولیتی در قبال آن‌ها نداشتند، مانند جمع‌آوری زباله از خیابان یا تعمیر تابلوهای خیابانی، شرکت کنند. احساس خودآگاهی آن‌ها حین انجام این کارها و واکنش‌های منفی‌ای که دریافت کردند نشان داد که «در شرایط عادی، افراد به‌طور کلی مجاز نیستند که مسئولیت امور عمومی را بر عهده بگیرند.»
ارل رابرت بابی، ادعا می‌کند که مردم اغلب وقتی ببینند فردی در حال اصلاح چیزی است که «وظیفه» او محسوب نمی‌شود؛ واکنش‌های منفی نشان می‌دهند. در برخی موارد، اقدامات نوع‌دوستانه به‌عنوان دخالت شخصی تلقی می‌شوند. بااین‌حال، او مشاهده کرد که این واکنش‌های منفی معمولاً بر اساس فرضیات نادرست شکل می‌گیرند و زمانی که این فرضیات اصلاح می‌شدند، افراد حاضر دیگر واکنش منفی نشان نمی‌دادند. برای مثال، زمانی که یک دانشجو زباله‌ای را از زمین جمع می‌کرد، ناظران تصور می‌کردند که او خود مسئول آن وضع آشفته زباله‌ها بوده و بعد احساس گناه کرده یا او را مجبور به تمیز کردن زباله‌ها کرده‌اند. اما زمانی که حقیقت برای آن‌ها توضیح داده می‌شد، بسیاری از آن‌ها حتی به دانشجویان پیوسته و در جمع‌آوری زباله کمک می‌کردند.

## یادداشت
1. ↑   (انگلیسی: Breaching experiment)
2. ↑   صفحه ۲۳۵ در کتاب: Behavior in Public Places
3. ↑   (Studies in Ethnomethodology)

## کتابشناسی
- Garfinkel, Harold (1967). Studies in ethnomethodology. Internet Archive. Englewood Cliffs, N.J. , Prentice-Hall.